# عروس کدومه
عروس کدومه فیلمی به کارگردانی فرخ غفاری و نویسندگی محمدعلی هاتف محصول سال ۱۳۳۸ است.

## خلاصه داستان
زن و مرد جوانی خیال ازدواج دارند…

## بازیگران
- تهمینه
- حمید قنبری
- سلمان ونوس
- اشرف کاشانی
- کاظمی
- پوراعظمی
- پرنده صفوی
- فریده نصیری